# Пам'ятник Сидору Ковпаку (Котельва)

Загальний вигляд пам'ятника

Погруддя зблизька

Котелевський пам'ятник Сидору Ковпаку — монументальний пам'ятник-погруддя двічі Герою Радянського Союзу (1942, 1944) керівникові найбільшого партизанського з'єднання часів німецько-радянської війни, державному діячеві СРСР Сидору Артемовичу Ковпаку, встановлений на його батьківщині смт Котельві (районний центр Полтавської області).
Автори пам'ятника — скульптор К. Діденко та архітектор О. Колесніченко.

## Опис
Розташований у центрі селища пам'ятник є визначною пам'яткою Котельви, водночас це один з перших (1948) і найскладніший за композицією взірець із серії пам'ятників, що встановлювалися двічі Героям СРСР на їх «малій» батьківщині в радянський час.
Пам'ятник оригінально вирішений з художнього плану — ступінчата чверть круга, на вершині якої стоїть постамент, що складається з гранітних блоків, із бюстом Ковпака, а по боках встановлено 10 бронзових плит, на яких відзначені назви основних етапів рейду Ковпаківського партизанського з'єднання від Путивля до Карпат — Путивль, Брянський ліс, Десна (Короп), Дніпро (Лоєв), Лельчиці, Карпати, Скалат, Прип'ять, ст. Тетерів, Сарни.

## З історії
Пам'ятник Сидору Ковпаку в Котельві був відкритий у 1948 році.
Відкриття монумента у перші повоєнні роки стали значною подією в тодішньому селі. Його зводили на центральній площі села, на місці знищеного у війну пам'ятника жертвам революції. У будівництві брали участь автор постаменту архітектор Т. Колісниченко і скульптор В. Діденко. Ретельно готувалися до відзначення цієї події і культпрацівники, учасники художньої самодіяльності — так, Володимир Чупін написав вірш «Пісня про Ковпака», а Федір Балашов поклав його на музику.
У теперішній час (2000-ні) пам'ятник перебуває у задовільному стані.